# Duke Ellington Presents...
Duke Ellington Presents... è un album in studio del musicista e compositore statunitense Duke Ellington, pubblicato nel 1956.

## Tracce
- Tutti i brani sono opera di Duke Ellington tranne dove indicato diversamente.

1. Summertime (George Gershwin, Ira Gershwin, Dubose Heyward) - 2:13
2. Laura (Johnny Mercer, David Raksin) - 4:15
3. I Can't Get Started (Vernon Duke, Ira Gershwin) - 4:25
4. My Funny Valentine (Lorenz Hart, Richard Rodgers) - 4:48
5. Everything But You (Ellington, Don George, Harry James) - 2:57
6. Frustration - 3:49
7. Cotton Tail - 2:52
8. Day Dream (Ellington, John Latouche, Billy Strayhorn) - 3:39
9. Deep Purple (Peter DeRose, Mitchell Parish) - 3:36
10. Indian Summer (Al Dubin, Victor Herbert) - 3:01
11. Blues - 7:00

## Formazione
- Duke Ellington – pianoforte
- Cat Anderson, Willie Cook, Ray Nance, Clark Terry - tromba
- Quentin Jackson, Britt Woodman - trombone
- John Sanders - trombone a pistoni
- Jimmy Hamilton - clarinetto, sax tenore
- Johnny Hodges - sax alto
- Russell Procope - sax tenore, clarinetto
- Paul Gonsalves - sax tenore
- Harry Carney - sax baritono
- Jimmy Woode - contrabbasso
- Sam Woodyard - batteria
- Ray Nance (traccia 3), Jimmy Grissom (traccia 5) - voce